# Bath School-massakern

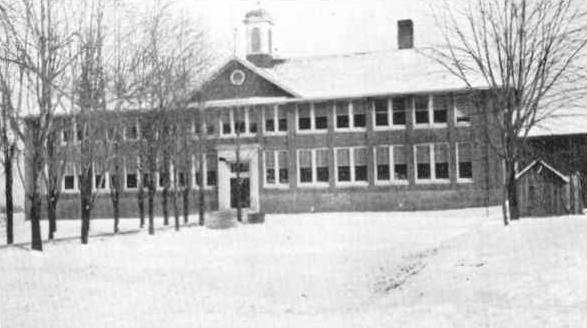
Skolan före bombningarna.

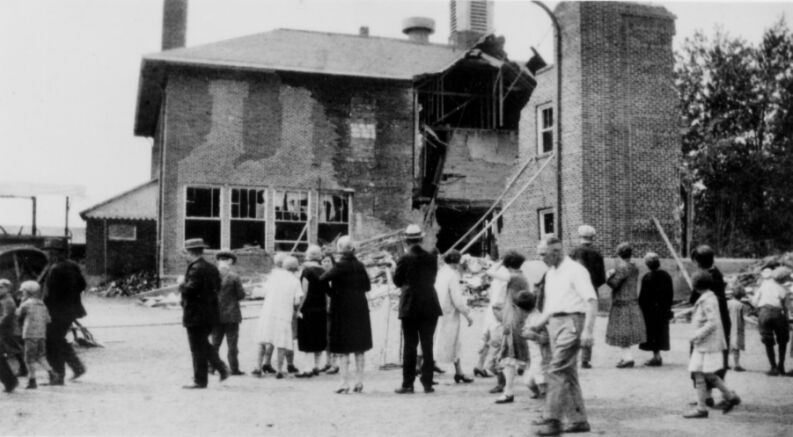
Skolan sedd från baksidan efter bombningarna.

Bath School-massakern (Bath School disaster) var en serie bombattacker mot en skola i Bath Township i Michigan i USA, den 18 maj 1927. Konsekvenserna var att 45 människor dödades och 58 skadades. De flesta offer var barn som gick i andra till sjätte klass, enligt Bath Consolidated School. 
Gärningsmannen var Andrew Kehoe som själv dog när han sprängde sin bil i luften. Innan bombattacken mot skolan hade han sprängt sitt eget hus och dessförinnan dödat sin hustru.
Sprängdådet hade planerats flera månader i förväg och Kehoe, som var kassör i skolstyrelsen, hade placerat ut dynamit och andra sprängämnen i skolans källare.